# 夙川

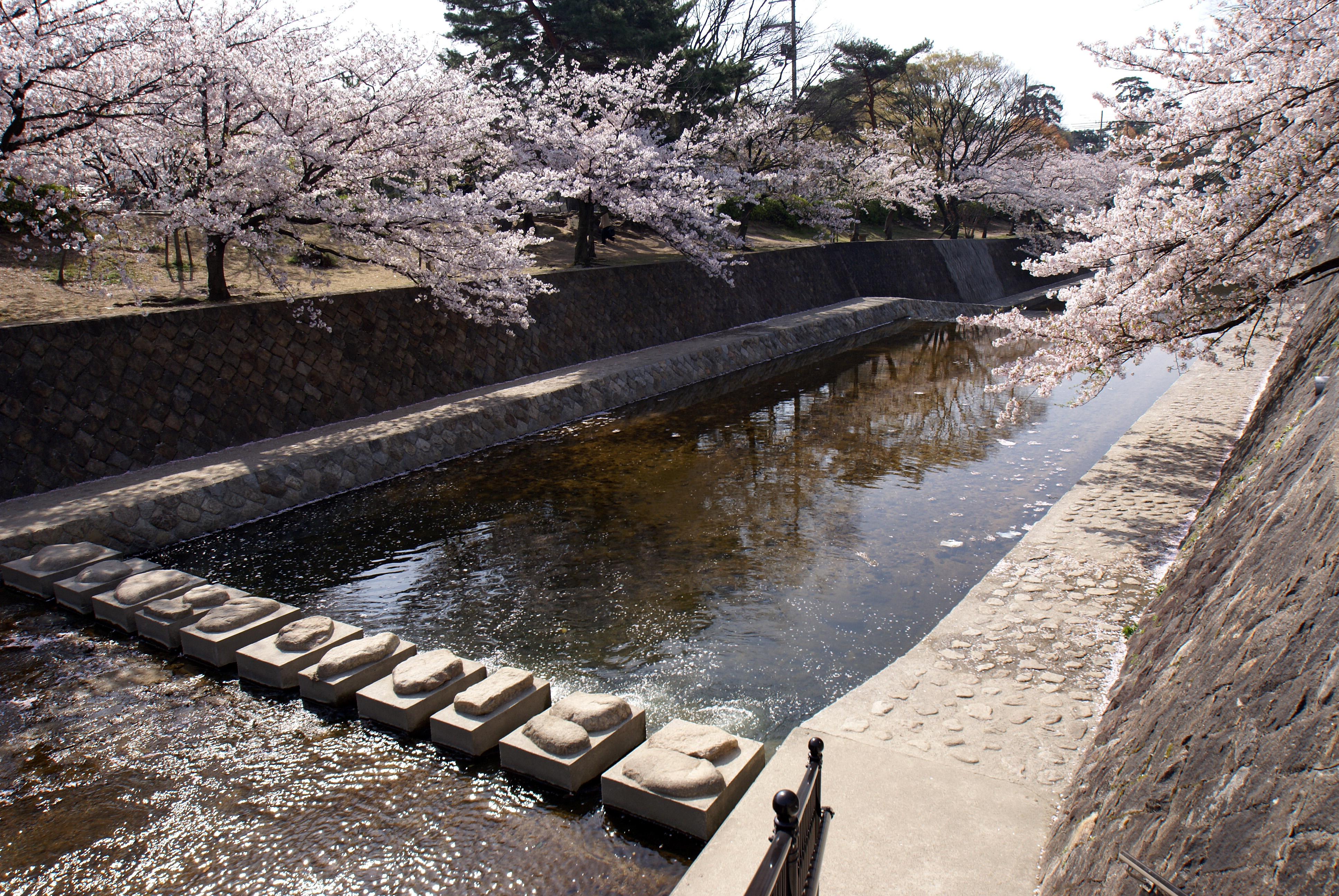
桜の季節

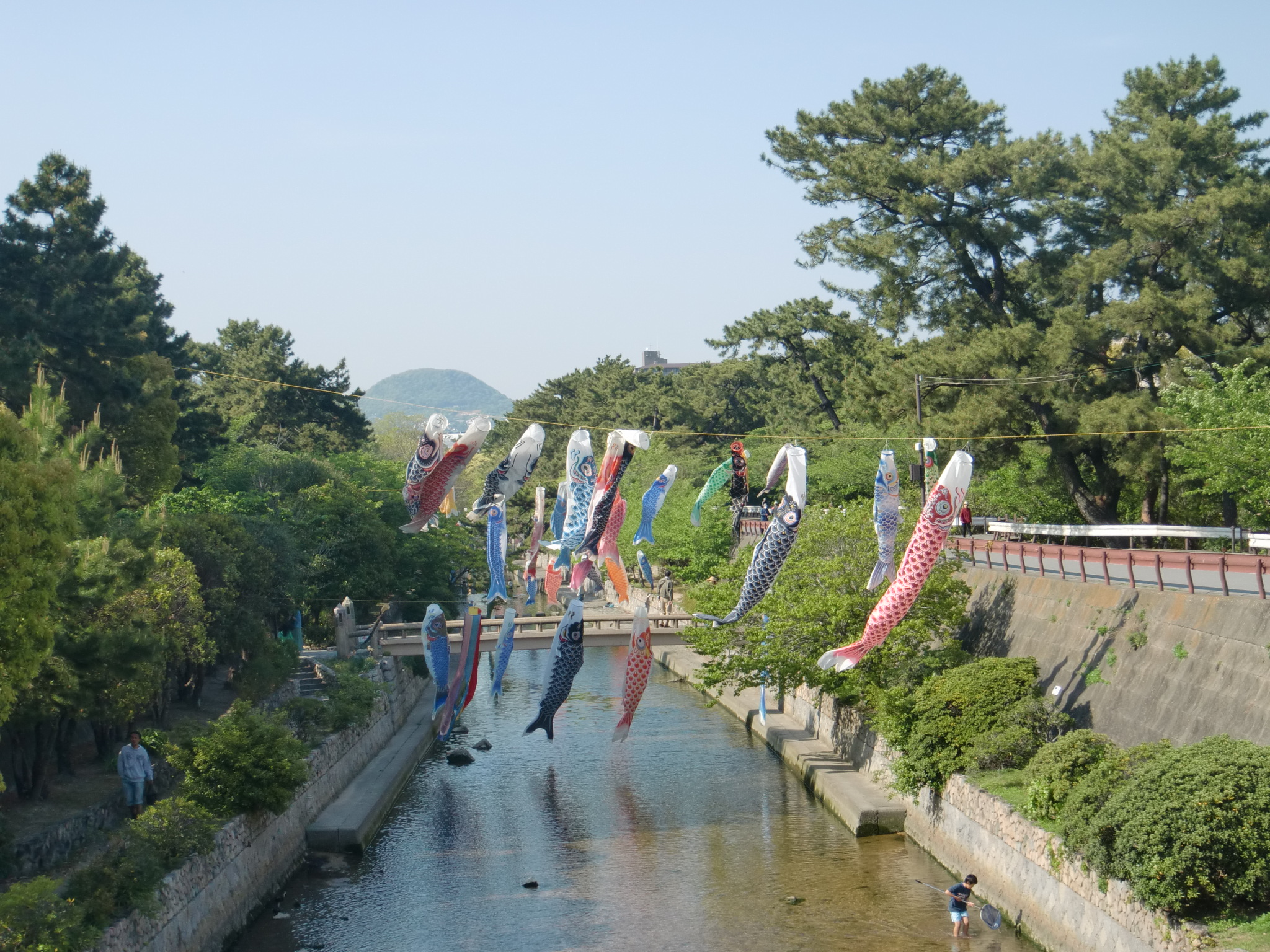
ゴールデンウィークの晴れた日に夙川を泳ぐこいのぼり

夙川（しゅくがわ）は、兵庫県南東部を流れる河川。二級水系の本流である。

## 地理
六甲山地の東端のゴロゴロ岳を水源に、兵庫県西宮市南西部を南流し、大阪湾に注ぐ。なお河口は、御前浜公園内にある。
河川敷沿いにある夙川公園（正式名称は「夙川河川敷緑地」）は全長約4km、総面積約20.8haにわたって整備されており、松と桜の並木が続き、阪神間有数の景勝地として有名である。
とくに桜は約2.7kmにわたり約1660本植えられており、毎年桜の名所として多くの花見客が訪れている。
桜の種類は、ソメイヨシノ（約1200本）、ヤマザクラ（約70本）、オオシマザクラ（約110本）、カンザン（約100本）、フゲンゾウほか15種である。
1990年（平成2年）に日本さくらの会選定による「日本さくら名所100選」に選ばれた。

## 流域の自治体
兵庫県
西宮市

## 並行する遊歩道
- 夙川さくら道
- 夙川オアシスロード（夙川公園）

## 鉄道
北から順に、阪急神戸本線・JR神戸線・阪神本線が夙川にほぼ直交している。このうち、阪急神戸本線の夙川駅と阪神本線の香櫨園駅のホームが夙川橋梁上にある。また、阪急甲陽線は、夙川駅から苦楽園口駅まで夙川右岸（西岸）を並行したのちに夙川を越えて甲陽園駅に至る。
JR神戸線のさくら夙川駅は、夙川の左岸（東岸）に設置されている。
夙川上流部は山陽新幹線のトンネルの上を流れている。